# Готем (Лимбург)
Готем — небольшая деревня в бельгийской провинции Лимбург в районе города Борглон.

## Этимология
Название деревни Готем действительно имеет франко-германское происхождение и объясняется следующим образом: "Gotheim" можно разложить как "Gauta heim", что означает "усадьба van Gotto" на голландском. Первое письменное упоминание о ней датируется 1235 годом.

## История
Археологические находки свидетельствуют о населении Готема уже в галло-римский период.
В средние века Готем входил в домен графа Лоон и с 1366 года — в Епископский Стол княжества Льежа. На территории Готема располагались поместья, находившиеся во владении рыцарей Готема, которые владели замком, мельницей и фермой, а также были покровителями местной церкви. Рыцари играли важную роль при дворе графа Лоон. В 1207 году, при Виллеме Готеме, деревня получила свое название. В этом же году он был свидетелем при заключении мира между графом Лоона Людовиком II и герцогом Брабанта Генрихом I. В 1213 году он принял участие в войне с войсками Лоона в Степной битве.
Около 1364 года это феодальное владение было разделено. Другой Виллем Готем получил покровительство и мельницу. В 1423 году это владение перешло к семье Walhoven, а в XVI и первой половине XVII века — к семье Harff. В середине XVII века оно стало собственностью семьи Baeren, а затем Cluts, и в 1683 году оно перешло к семье Мейерс.
Другая часть земель Готема, включая замок, перешла в собственность Жерара Printe, а затем в 1-й половине XV века — к семье Van den Wyngaerde. В 1462 году они передали его семье Хориона. В 1619 году Готем полностью перешел под юрисдикцию главного епископа Льежа. В 1660 году Виллем Horion продал все земли, за исключением замка, семье Cluts. В 1700 году замок также достался семье Мейерс, а затем был продан в 1788 году семье Roelants. Феодальные права сменялись: в 1660 году их получила семья Cluts, затем Scharenberg в 1686 году, Van Elderen и в том же году Van Oyenbrugge де Дюрас, около 1700 года — Н. Мейерс, а затем Thiribu Ryckel.
Первоначально доход Готема был частью общего дохода, поступающего из Kuttekoven, но еще до 1252 года Готем имел собственный доход, десятина которого находилась во владении аббатства Herkenrode.
С 1819 по 1820 годы дорога Sint-Troyden проходила через Тонгерен в Маастрихт, пролегая через землю Готема. С 1878 по 1879 годы была построена железная дорога, идущая на север от Готема, но с 1970 по 1971 годы этот маршрут был закрыт.
В первой половине XIX века в Готеме появились маслобойня и пивоваренная компания, но многие отрасли так и оставались непредставленными, поскольку деревня в основном существовала благодаря сельскому хозяйству.

## Достопримечательности
- Церковь Святого Дионисия и Святого Николая основана в XI веке. В XIII веке церковь стала обладать апсидой, дальнейшие изменения в XVII и XIX веках. На северной стороне церкви отдельно стоят три надгробия, которые были сделаны в XIV веке. Старое (крайнее слева) поставлено ранее XIII века и изображает умершего в 1296 Nenkinus van Gotem. Его сын Арнольд (крайнее справа надгробие) умер в 1307 году; на его могильной плите была высечена дата около 1300 года. Младшим из трёх является среднее — могила Gerard Print van Gotem, умершего в 1358, и его жены Elisabeth Bollen, ушедшей из жизни в 1403 году, могила вероятно создана в 1358 году.
- Fonteinhof — усадьба XVIII века.
- Первая мельница на реке Herkebeek.
- Некоторые усадьбы.

## Природа и пейзаж
Готем расположен в долине реки Herkebeek в сухом Хеспенгау. Здесь издавна практикуется сельское хозяйство, с акцентом на фрукты.

## Соседние территории
Hendrieken, Voort, Borgloon, Hoepertingen, Kuttekoven

## Внешняя ссылка
- Onroerend erfgoed